# Deception Pass
Deception Pass (em Lushootseed: sčudᶻ; em Samish: Xwchsónges) é um estreito que separa a Ilha Whidbey da Ilha Fidalgo, na parte noroeste do estado norte-americano de Washington. Ele conecta a Baía de Skagit, parte de Puget Sound, com o Estreito de Juan de Fuca. Duas pontes conhecidas coletivamente como Deception Pass Bridge cruzam o Deception Pass. As pontes foram incluídas no Registro Nacional de Locais Históricos em 1982.

## História

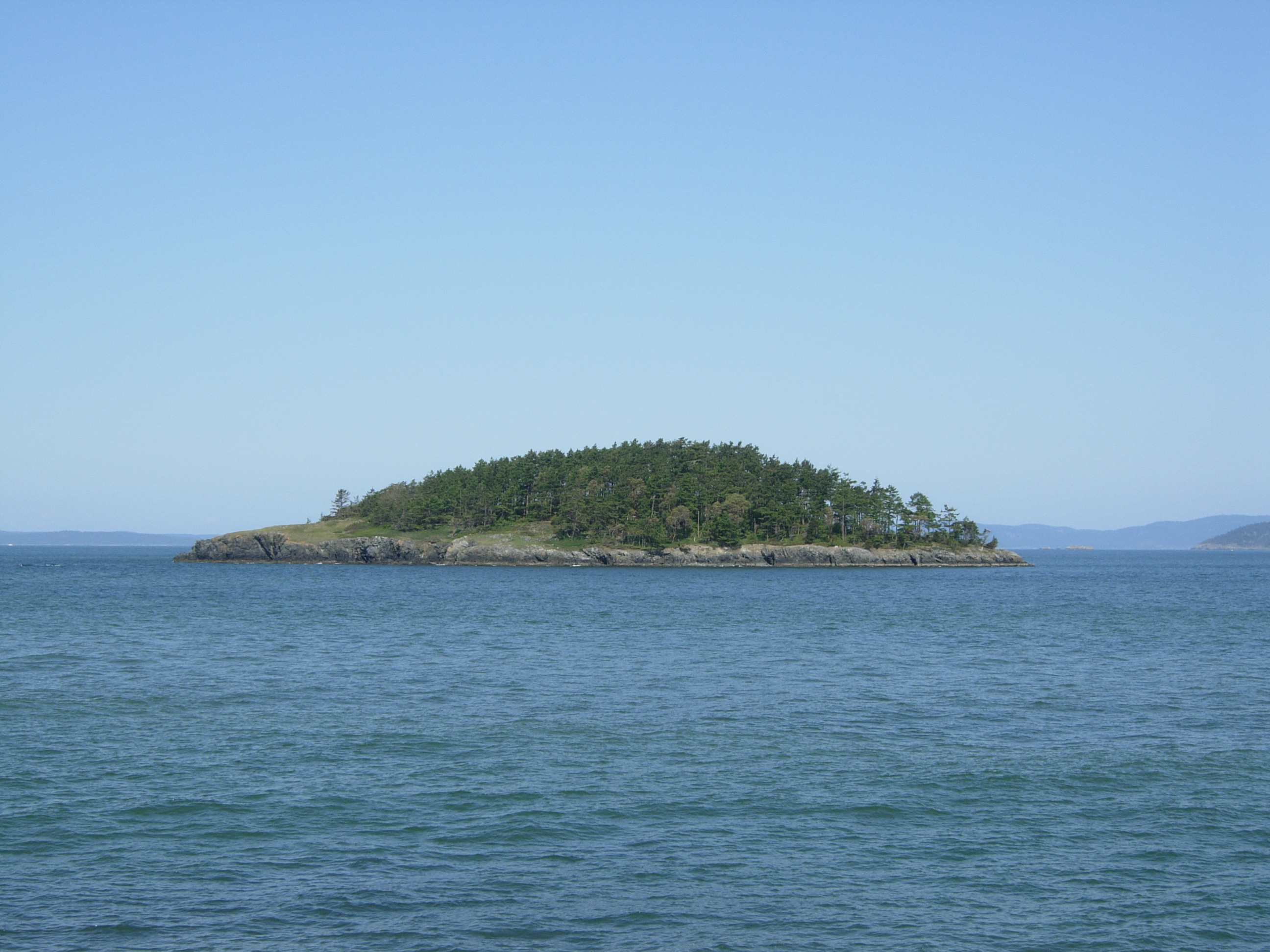
Deception Island.

A área de Deception Pass tem sido o lar de várias tribos Salish há milhares de anos. Os primeiros europeus a ver o Deception Pass foram os membros da expedição de 1790 de Manuel Quimper no Princesa Real. Os espanhóis lhe deram o nome de Boca de Flon.
Um grupo de marinheiros liderados por Joseph Whidbey, parte da Expedição Vancouver, encontrou e mapeou o Deception Pass em 7 de junho de 1792. George Vancouver deu-lhe o nome de "Deception" (em português: Decepção) porque o levou a pensar que a Ilha Whidbey era uma península. A "decepção" foi aumentada devido ao fato de Whidbey não ter conseguido encontrar o estreito no início. Em maio de 1792, Vancouver estava ancorado perto da extremidade sul da Ilha Whidbey. Ele enviou Joseph Whidbey para explorar as águas a leste da Ilha Whidbey, agora conhecidas como Saratoga Passage, usando pequenos barcos. Whidbey chegou ao extremo norte da Saratoga Passage e explorou o leste da Baía de Skagit, que é rasa e difícil de navegar. Ele retornou ao sul para se juntar a Vancouver sem ter encontrado o Deception Pass. Parecia que a Baía de Skagit era um beco sem saída e que a Ilha Whidbey e a Ilha Fidalgo eram uma longa península ligada ao continente. Em junho, a expedição navegou para o norte ao longo da costa oeste da Ilha Whidbey. Vancouver enviou Joseph Whidbey para explorar as enseadas que levavam ao leste. A primeira enseada revelou-se um "canal muito estreito e intrincado, que (...) era repleto de rochas acima e abaixo da superfície da água". Esse canal levava à Baía de Skagit, separando assim a Ilha Whidbey do continente. Vancouver aparentemente sentiu que ele e Joseph Whidbey haviam sido enganados pelo estreito complicado. Vancouver escreveu sobre os esforços de Whidbey: "Isso determinou que [a costa que eles estavam explorando] era uma ilha, que, em consequência da circunavegação do Sr. Whidbey, eu distingui pelo nome de Ilha Whidbey: e essa passagem ao norte, que leva à [Baía de Skagit], Deception Passage".
Nas águas de Deception Pass, a leste da atual Deception Pass Bridge, há uma pequena ilha conhecida como Ilha Ben Ure. A ilha ficou famosa por sua atividade de tráfico de pessoas, principalmente chineses migrantes para a mão de obra local. Ben Ure e seu parceiro Lawrence "Pirate" Kelly eram bastante lucrativos em seu negócio de contrabando de pessoas e se esconderam do Departamento de Alfândega dos Estados Unidos durante anos. A própria operação de Ure em Deception Pass, no final da década de 1880, consistia em Ure e sua esposa nativa americana. A tradição local diz que sua esposa acampava na Strawberry Island (que era visível do mar aberto) e sinalizava para ele com uma fogueira no topo da ilha para alertá-lo se era seguro ou não tentar trazer para terra a carga humana que ele transportava ilegalmente. Para o transporte, Ure amarrava as pessoas em sacos de serapilheira para que, se os agentes da alfândega se aproximassem, ele pudesse jogar as pessoas ensacadas ao mar. As correntes de maré levavam os corpos dos migrantes afogados presos para a Ilha de San Juan, ao norte e a oeste da passagem; muitos acabavam na Baía do Homem Morto.

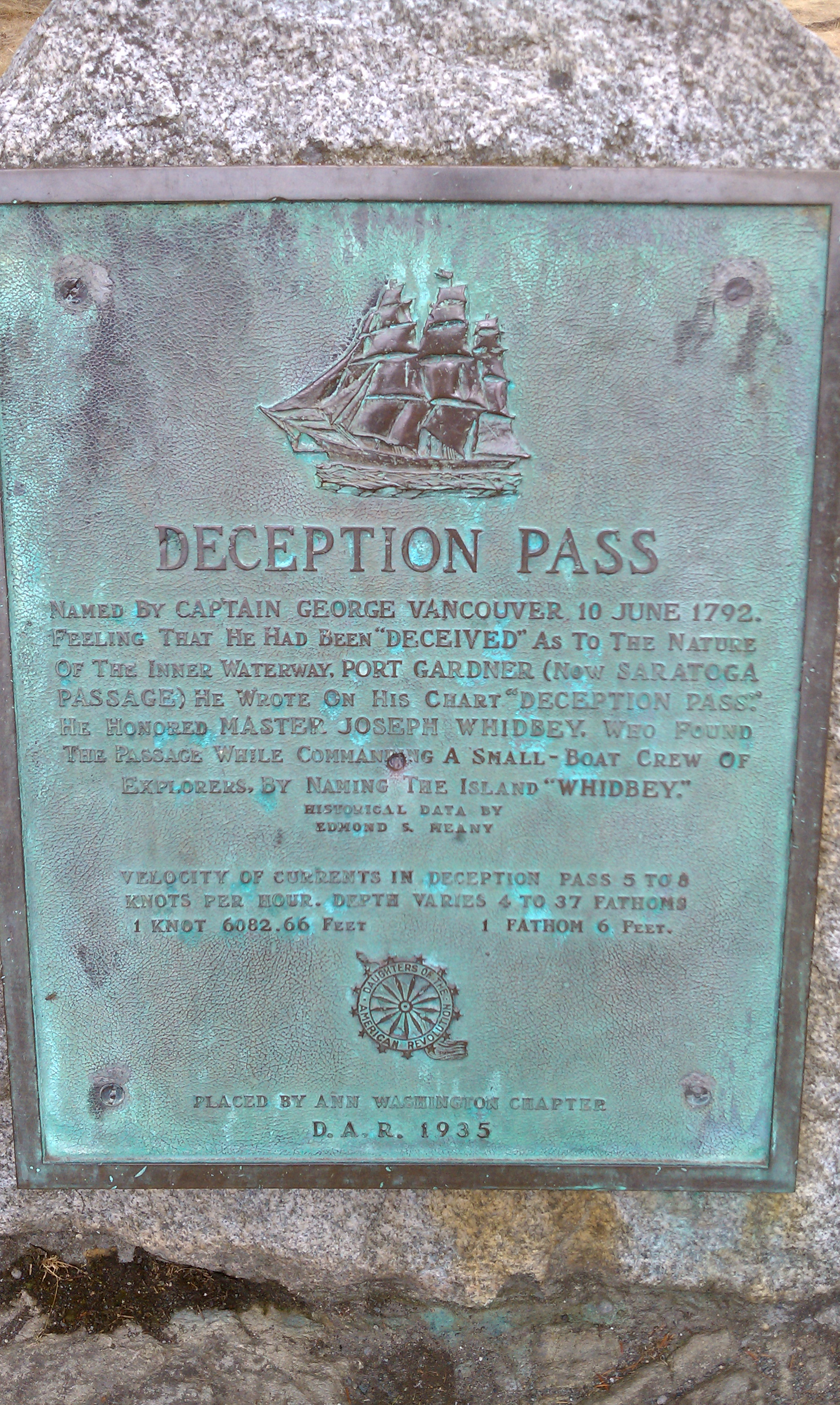
Placa que explica a história de Deception Pass: Deception Pass - Nomeado pelo capitão George Vancouver em 10 de junho de 1792. Sentindo que havia sido "enganado" quanto à natureza do Inner Waterway, Port Gardner (atual Saratoga Passage), ele escreveu em sua carta "Deception Pass".

Entre 1910 e 1914, uma prisão funcionou ao lado de um desfiladeiro na Ilha Fidalgo. Os quartéis próximos abrigavam cerca de 40 prisioneiros, membros de um programa de honras da Penitenciária Estadual de Walla Walla, e a população carcerária era composta por vários tipos de prisioneiros, inclusive os condenados por assassinato. Os guardas vigiavam a pedreira enquanto os prisioneiros cortavam a rocha em cascalho e a carregavam em barcaças na base do penhasco sobre as águas do desfiladeiro. A rocha extraída era então transportada em barcaças até a orla de Seattle. O acampamento foi desmontado em 1924 e, embora tenha sido abandonado como pedreira, os restos do acampamento ainda podem ser encontrados. O local é perigoso; ao longo dos anos, houve vários acidentes fatais quando os visitantes se aventuraram nos penhascos íngremes.
Após a conclusão em 31 de julho de 1935, a Deception Pass Bridge, com 297 m de extensão, conectou a Ilha Whidbey à pequena Ilha Pass e a Ilha Pass à Ilha Fidalgo. Antes da ponte, os viajantes usavam uma balsa para se deslocar entre as ilhas Fidalgo e Whidbey.

## Correntes
Deception Pass é uma paisagem marinha, onde o fluxo da maré e os redemoinhos sob as pontes gêmeas que conectam a Ilha Fidalgo à Ilha Whidbey se movem rapidamente. Durante as marés vazante e a enchente, a velocidade da corrente atinge cerca de 8 nós (9,2 mph), fluindo em direções opostas entre a vazante e a enchente. Essa corrente rápida pode causar ondas estacionárias, grandes redemoinhos e redemoinhos agitados. Esse fenômeno de correnteza rápida pode ser visto das passarelas de pedestres das pontes gêmeas ou da trilha que leva abaixo da ponte sul maior, a partir do estacionamento no lado da Ilha Whidbey. Os barcos podem ser vistos esperando em ambos os lados da passagem para que a corrente pare ou mude de direção antes de atravessá-la. Os caiaqueiros em busca de emoção vão até lá durante as grandes mudanças de maré para surfar nas ondas e enfrentar as condições rápidas de classe 2 e 3.

## Mergulho
Mergulhar em Deception Pass é perigoso e somente para os mergulhadores mais competentes e preparados. Há algumas ocasiões por ano em que as marés estão favoráveis para um mergulho à deriva da enseada, sob a ponte, e de volta à enseada quando a maré muda. Isso deve ser planejado com bastante antecedência por mergulhadores que saibam ler as correntes e estejam cientes das condições perigosas. Entretanto, devido à grande troca de marés, Deception Pass abriga algumas das cores mais espetaculares do noroeste do Pacífico. As paredes e o fundo estão cobertos de invertebrados coloridos, lingcods, greenlings e cracas por toda parte.

## Parque Estadual de Deception Pass

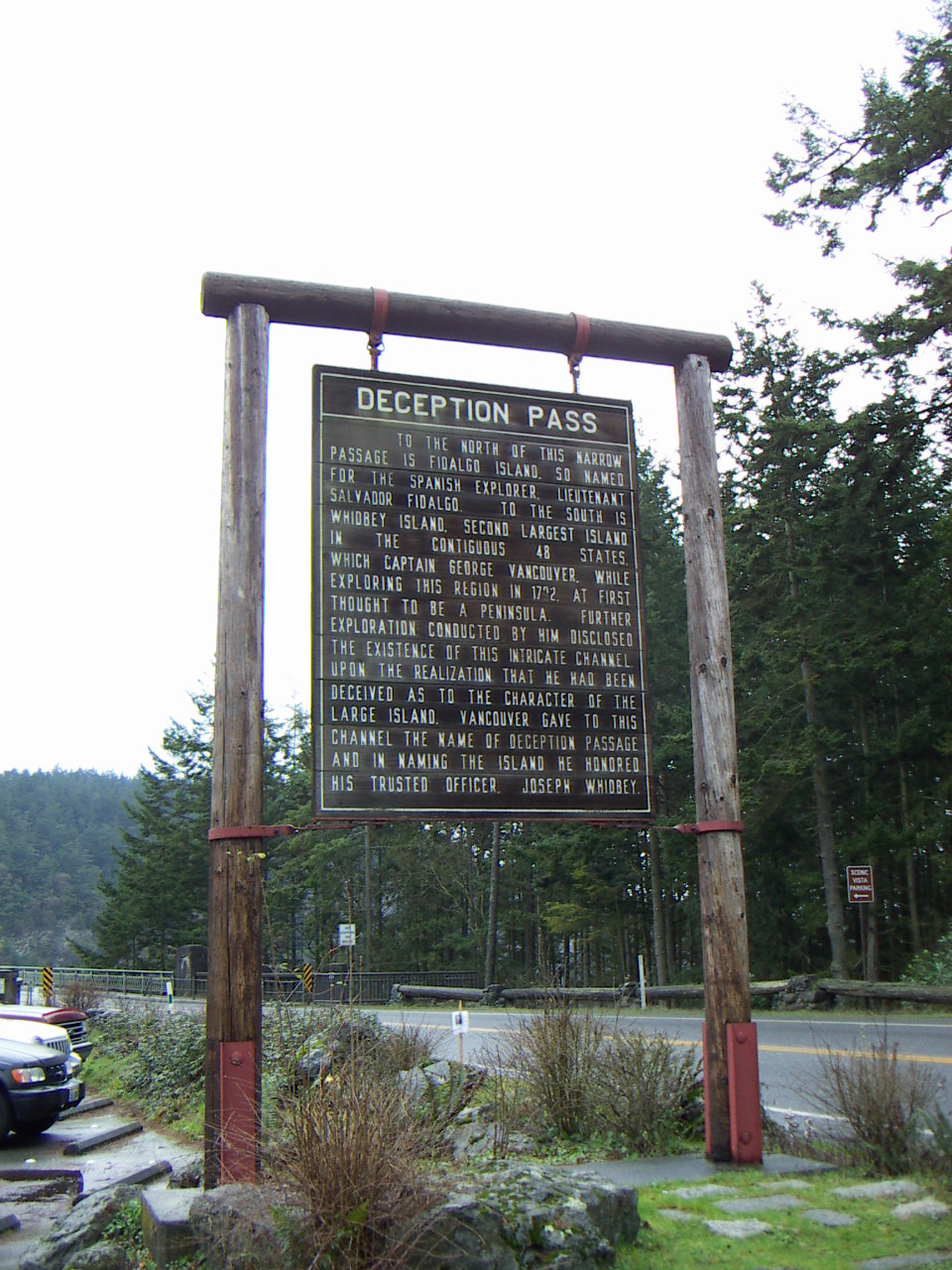
Placa de sinalização turística no Parque Estadual de Deception Pass.

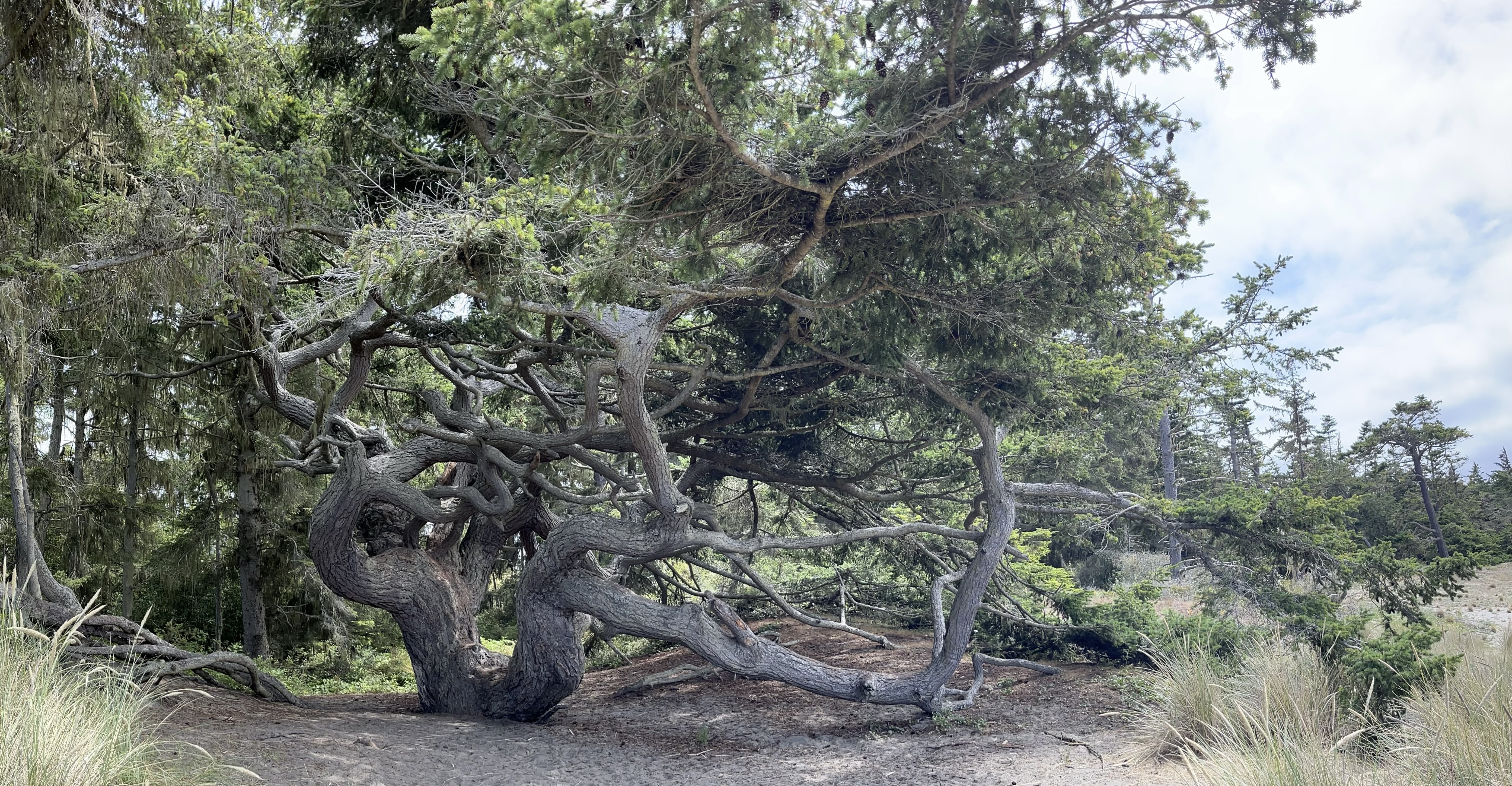
Árvore antiga de abeto com idade estimada em 850 anos no Parque Estadual de Deception Pass.

O Deception Pass é cercado pelo Parque Estadual de Deception Pass, de 1.560 hectares, um dos parques estaduais mais visitados de Washington, com mais de dois milhões de visitantes anuais.

### História
O parque foi oficialmente estabelecido em 1923, quando os 650 hectares originais de uma reserva militar foram transferidos para a Washington State Parks. As instalações do parque foram bastante aprimoradas na década de 1930, quando o Civilian Conservation Corps (CCC) construiu estradas, trilhas e prédios para desenvolver o parque. A estrada para West Beach foi criada em 1950, abrindo um trecho da praia para multidões de veículos. O antigo incubatório de peixes na Baía de Bowman tornou-se parte do parque no início da década de 1970. A antiga entrada do parque foi fechada em 1997, quando uma nova entrada foi criada no cruzamento da Highway 20 com a Cornet Bay Road, melhorando o acesso de entrada e saída do parque.

### Atividades e comodidades
As instalações recreativas do parque incluem acampamentos, trilhas para caminhadas, praias e piscinas naturais. Vários quilômetros da Pacific Northwest Trail estão dentro do parque, incluindo principalmente a seção que cruza o Deception Pass na ponte da Highway 20. Além disso, o Cornet Bay Retreat Center oferece cabanas e instalações para refeições e recreação. A Baía de Cornet oferece lançamentos de barcos e oportunidades de pesca, enquanto a Baía de Bowman tem um centro interpretativo que explica a história do Civilian Conservation Corps (CCC) em todo o estado de Washington. Perto do centro há uma estátua de honra do CCC, que pode ser encontrada em 30 estados diferentes do país. A pesca é popular no Pass Lake, no lado norte da ponte. Também são oferecidos aluguel de barcos e visitas guiadas ao parque.

### Ilhas
Dez ilhas estão incluídas no parque: Northwest Island, Deception Island, Pass Island, Strawberry, Ben Ure, Kiket, Skagit, Hope e Big e Little Deadman Islands. A Ben Ure Island é parcialmente de propriedade privada. A ilha não é aberta ao público, exceto por uma pequena cabana para aluguel disponível no parque estadual, que só pode ser acessada por barco a remo.

## Na cultura popular
O livro de memórias de viagem de Jonathan Raban, Passage to Juneau, de 1999, descreve a história de Deception Pass e a passagem de Raban por ele em um iate de 30 pés. O filme de terror The Ring, de 2002, foi parcialmente filmado perto de Deception Pass. A ponte é ficcionalizada como uma ponte de pedágio chamada "Desolation Bridge" na primeira temporada de The Killing. A banda de shoegaze de Seattle, The Sight Below, filmou o clipe de 2008 da faixa "Further Away" em Deception Pass, com destaque para as imagens panorâmicas de Deception Island. A banda de grunge de Seattle Mudhoney deu o nome de "Deception Pass" a uma música de seu EP Five Dollar Bob's Mock Cooter Stew, de 1993. A banda de rock progressivo de Seattle Queensrÿche filmou cenas para o clipe da música "Anybody Listening" perto de Deception Pass e Deception Island.